# آيت إبراهيم (إحشتيلكن)
آيت إبراهيم هو دُوَّار يقع بجماعة سيدي يحيى أو ساعد، إقليم خنيفرة، جهة بني ملال خنيفرة في المملكة المغربية. ينتمي الدوّار لمشيخة إحشتيلكن التي تضم 4 دواوير. يقدر عدد سكانه بـ 1435 نسمة حسب الإحصاء الرسمي للسكان والسكنى لسنة 2004.

## وصلات خارجية
- البوابة الوطنية للجماعات الترابية
- المندوبية السامية للتخطيط